# 東橦木町
東橦木町（ひがししゅもくちょう）は、愛知県名古屋市東区の地名。

## 歴史

### 町名の由来
橦木町筋の東側に位置することによる。

### 沿革
- 明治初年 - 愛知郡東橦木町として成立[3]。
- 1878年（明治11年）12月20日 - 名古屋区成立に伴い、同区東橦木町となる[3]。
- 1889年（明治22年）10月1日 - 名古屋市成立に伴い、同市東橦木町となる[3]。
- 1908年（明治41年）4月1日 - 東区成立に伴い、同区東橦木町となる[3]。
- 1981年（昭和56年）9月13日 - 東区徳川一丁目・筒井一丁目にそれぞれ編入され消滅[3]。